# WWW (album)
WWW è il terzo album del cantante Simon Curtis, pubblicato il 19 ottobre 2013 indipendentemente.
Contiene sia brani scartati dall'album precedente che nuove canzoni, ma a differenza dei primi due album non vi è un unico tema trattato e le tracce non hanno un filo conduttore.
La traccia Meteor è stata utilizzata nella colonna sonora del film I mercenari 3.

## Tracce
Testi e musiche di Simon Curtis.
1. Heart in 2 – 3:22
2. Neon Lights – 4:04
3. Diamonds on the Dancefloor – 2:58
4. Meteor – 3:32
5. Berlin Wall – 4:06
6. Fight for Your Life – 3:34
7. Satellite – 2:05
8. Do I Have to Dance – 6:06